# Малые Курашки
Ма́лые Кура́шки —  упразднённая деревня Лысковского района Нижегородской области России. Входила в состав Кисловского сельсовета.

## Топоним
В Атласе Менде 1850 года деревня фигурирует как «Д. Новые Курашки». Во второй половине XIX века, согласно карте Княгининского уезда (1867), деревня именовалась «Н. Курашка». В конце XIX века, согласно карте Княгининского уезда (1891), населённый пункт имел название «Д. Нов. Курашки». В официальных документах начала XX века деревня стала фигурировать как «Мал. Курашки».
Ойконим параллелен к названию деревни Большие Курашки в Большемурашкинском районе Нижегородской области

## География
Деревня находилась на левом берегу Сундовика в 3 км южнее села Егорьевского, в 18 км к юго-западу от Лысково и в 65 км к юго-востоку от Нижнего Новгорода.

## История
С образованием в конце XVIII века Нижегородского наместничества эта территория принадлежала Княгининскому уезду. Административно Малые Курашки относились к Ивановской волости.  В начале 1930-х годов в деревне был образован колхоз «Курашки», который просуществовал до начала 1950-х годов. В 1946 году в деревне насчитывалось примерно 40—45 дворов. В 1950-е годы деревня стала уменьшаться, главным образом из-за отсутствия планов по её электрификации. Было образовано два колхоза («Нива» и «Россия»), колхоз «Курашки» вошёл в их состав, и хозяйство в деревне перестало развиваться. В 1956 году деревне было 31 двор. В 1962 году был образован совхоз «Нива», после этого деревня Малые Курашки начала окончательно исчезать, люди стали уезжать в соседние деревни и сёла, в основном в посёлок Нива. 
К началу 1990-х годов на месте деревни остались лишь развалины одного дома. Через эту местность проходит грунтовка, имеется пляж.

## Население
В 1962 году насчитывалось 16 дворов, в 1979 году было 8 дворов. Согласно переписи 1979 года, в Малых Курашках проживал один человек. Зимой 1980 года деревня обезлюдела. Полностью поселение исчезло в середине 1980-х годов. 

## Известные уроженцы и жители
- Калинин, Николай Васильевич (1937—2008) — советский военачальник, генерал-полковник. Родился в деревне.

## Достопримечательности
Здесь есть солёный родник, вода в нём очень ледяная, а на дне лежит кристаллический песок, из которого выходят пузырьки газа. Родник образовался в результате поисков нефтеносного пласта.